# Neocryptopteryx zaceras
Neocryptopteryx zaceras är en stekelart som först beskrevs av Porter 1967.  Neocryptopteryx zaceras ingår i släktet Neocryptopteryx och familjen brokparasitsteklar. Inga underarter finns listade i Catalogue of Life.